# Noyade de réfugiés afghans dans le Hari Rûd

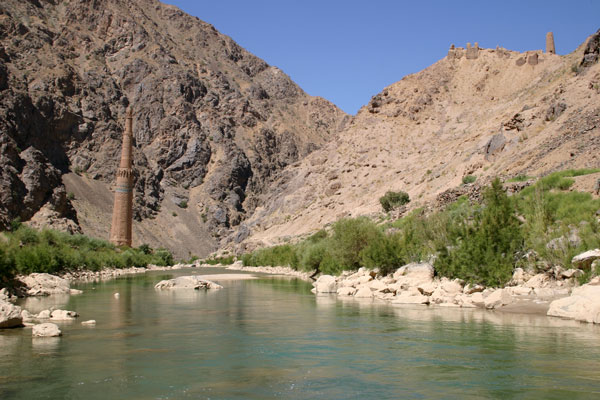
Hari Rûd près du minaret de Jam, dans la province de Ghor

La noyade de réfugiés afghans dans le Hari Rûd est survenue le 1er mai 2020 lorsqu'un certain nombre de migrants afghans en quête de travail ont tenté d'entrer sur le territoire iranien et se sont noyés dans le Hari Rûd à la frontière entre l'Iran et l'Afghanistan.

## Déroulement
50 à 70 immigrants afghans voulaient entrer en Iran en traversant le Hari Rûd, qui borde la province de Herat avec l'Iran, le 1er mai 2020. Ces immigrants, selon certains responsables afghans et les survivants, ont été arrêtés par les gardes-frontières iraniens et après avoir été battus et torturés, ils ont été jetés dans le Hari Rûd,.
Le ministère afghan des Affaires étrangères a déclaré dans une déclaration qu'une enquête avait été ouverte sur l'incident et que les premières évaluations indiquaient qu'au moins 70 Afghans tentant d'entrer en Iran depuis la province frontalière de Herat avaient été battus et jetés dans le Hari Rûd,.

## Victimes
Le 7 mai 2020, les corps de 17 immigrants noyés avaient été retrouvés. Selon Abdul Ghani Nouri, le gouverneur de Gulran dans la province de Hérat, il y a des signes de torture sur les corps,.

## Survivants
Reuters a cité Noor Mohammad, l'un des survivants de l'incident, selon lequel  « après avoir été torturés, les soldats iraniens nous ont tous jetés dans le Hari Rûd ».
Un survivant a déclaré aux journalistes que les gardes l'ont frappé avec un tube et l'ont poussé dans la rivière. Un autre a dit qu'ils l'avaient battu avant de le jeter dans la rivière.

## Déclarations de responsables iraniens niant les accusations
En raison de la pente du Hari Rûd, les responsables iraniens ont nié les allégations, car les corps doivent avoir été trouvés sur le sol iranien, mais selon les commentaires des travailleurs afghans, les corps ont été trouvés sur le sol afghan, il ne serait donc pas acceptable que les gardes-frontières iraniens auraient jeté les afghans dans le Hari Rûd. D'un autre côté, les responsables afghans ont blâmé que les gardes iraniens étaient bien entrés sur le territoire afghan.
Le médecin légiste de la ville de Hérat a déclaré qu'il n'y avait aucune preuve de torture sur les corps. De plus, en raison de la nature boueuse de la rivière Helmand, aucune trace de boue n'a été observée sur les corps.

## Réactions
Le président afghan Ashraf Ghani a ordonné l'ouverture d'une enquête sur l'incident. Il a déjà formé une équipe de dix membres pour vérifier les corps retrouvés. Des signes de torture sur certains corps ont été observés. Le 11 mai, des centaines d'Afghans se sont rassemblés devant le consulat iranien à Hérat pour montrer leur colère face à la mort de leurs concitoyens qui auraient été noyés par les gardes-frontières iraniens.